# Ten Years After (album)
Ten Years After is het gelijknamige debuutalbum van de Britse rock- en bluesband Ten Years After. Het album dateert van 1967, in die periode was de ontwikkeling van de bluesmuziek in Groot-Brittannië in volle gang.

## Muzikanten
- Alvin Lee – zang, gitaar
- Leo Lyons – basgitaar
- Ric Lee – drums
- Chick Churchill – keyboards

## Muziek
Dit album bestaat  grotendeels uit blues en rock nummers. De bluesmuziek is van oorsprong afkomstig uit het zuiden van de Verenigde Staten en werd bekend door zwarte artiesten zoals John Lee Hooker, Muddy Waters en Howlin' Wolf. De rockmuziek is ontstaan uit de elektrisch versterkte blues. In het midden van de jaren zestig begonnen jonge blanke muzikanten zoals John Mayall,Eric Clapton,  Fleetwood Mac  en Ten Years After ook bluesmuziek te spelen. Op dit album staan onder meer de bluesnummers  Spoonful, Help me en I can ’t keep myself from crying en de rocknummers Losing the dogs en I want to know. Het nummer  Spoonful is ook opgenomen door de Britse band Cream, met gitarist Eric Clapton. Help me is geschreven door de blueszanger Alex Miller, (artiestennaam Sonny Boy Williamson II ) samen met Willie Dixon en Ralph Bass.  De band speelt ook regelmatig jazz nummers, zoals het instrumentale Adventures of a young organ. Op Don’t want you woman speelt Alvin Lee akoestische gitaar, Leo Lyons dubbele bas en Ric Lee houtblok.

## Tracklijst

### Kant een
1. I want to know (Paul Jones (alias Sheila McLeod) – 2:11
2. I can't keep from crying sometimes (Al Kooper) – 5:24
3. Adventures of a young organ (Alvin Lee, Chick Churchill) – 2:34
4. Spoonful (Willie Dixon) – 6:05
5. Losing the dogs (Alvin Lee, Gus Dudgeon) – 3:03

### Kant twee
1. Feel it for me (Alvin Lee) – 2:40
2. Love until I die (Alvin Lee) – 2:06
3. Don't want you woman (Alvin Lee) – 2:37
4. Help me (Ralph Bass, Willie Dixon, Sonny Boy Williamson  II) – 9:51

### Her-uitgave 2002 met zes bonustracks
In 2002 is (op Deram Records) een versie van dit album verschenen met zes bonutracks.
1. Portable people [Mono Single Version] (Alvin Lee) – 2:17
2. The sounds [Mono Single Version] (Alvin Lee) – 4:29
3. Rock your mama (Alvin Lee) – 3:01
4. Spider in my web (Alvin Lee) – 7:11
5. Hold me tight (Alvin Lee) – 2:18
6. (At the) woodchopper's ball (Joe Bishop, Woody Herman) – 7:46

Spider in my web is een bluesnummer, (At the) woodchoppers ball is een jazzcompositie, die in 1939 is opgenomen door Woody Herman & His Orchestra.

## Album
Dit album is opgenomen in september 1967 in de Decca Studios in Londen en uitgebracht in oktober 1967 door Deram Records. Producer was Mike Vernon, die onder meer ook albums heeft geproduceerd van de bluesartiesten John Mayall, Eric Clapton, Eddie Boyd en Fleetwood Mac. Geluidstechnicus Gus Dudgeon heeft onder anderen gewerkt met Elton John en Fairport Convention.  Op de voorkant van de albumhoes staat een foto van de band, op de achterkant staat informatie over band en medewerkers. Dit album is vanaf 1988 ook op Compact Disc verkrijgbaar. De heruitgave van 2002 is uitgebracht op Universal Music Operations en het is geremasterd en gemixt door Audio Archiving in Londen.